# Liste der Monuments historiques in Choisel
Die Liste der Monuments historiques in Choisel führt die Monuments historiques in der französischen Gemeinde Choisel auf.

## Liste der Bauwerke
| Bezeichnung             | Beschreibung                           | Standort | Kennzeichnung | Schutzstatus   | Datum     | Bild           |
| ----------------------- | -------------------------------------- | -------- | ------------- | -------------- | --------- | -------------- |
| Château de Breteuil     | Schloss, erbaut ab dem 16. Jahrhundert | (Lage)   | PA00087406    | Inscrit Classé | 1961 1973 | weitere Bilder |
| Kirche St-Jean-Baptiste | Erbaut im 13. Jahrhundert              | (Lage)   | PA00087407    | Inscrit        | 1982      | weitere Bilder |

## Liste der Objekte
- Monuments historiques (Objekte) in Choisel in der Base Palissy des französischen Kultusministeriums